# ۸۴۴ (خورشیدی)
۸۴۴ هشتصد و چهل و چهارمین سال هجری خورشیدی است.